# Жар (Нюксенський район)
Жар (рос. Жар) — присілок у складі Нюксенського району Вологодської області, Росія. Входить до складу Городищенського сільського поселення.

## Населення
Населення — 74 особи (2010; 103 у 2002).
Національний склад (станом на 2002 рік):
- росіяни — 98 %